# دلتا مرغ بهشتی
دلتا مرغ بهشتی یک ستاره است که در صورت فلکی مرغ بهشتی قرار دارد.